# Vermand
 Vermand  es una población y comuna francesa, en la región de Picardía, departamento de Aisne, en el distrito de Saint-Quentin y cantón de Vermand.

## Demografía
| 998 | 1135 | 1165 | 1163 | 1118 | 1069 |
| Para los censos de 1962 a 1999 la población legal corresponde a la población sin duplicidades (Fuente: INSEE [Consultar]) |      |      |      |      |      |